# 大奥のサクラ
『大奥のサクラ』（おおおくのサクラ）は、日日日による日本のライトノベル。イラストはみやま零が担当。角川スニーカー文庫（角川書店→KADOKAWA）により2011年9月まで2014年6月まで刊行された。構成が矢上裕、作画が佐倉はなつみおよび倉本雅弘によるコミカライズがファミ通コミッククリアにて2013年6月7日より2014年5月2日まで連載された。

## あらすじ
時空間爆弾の使用により豊臣家が関ヶ原の合戦に勝利し400年が経つ今。聖都・大阪城の敷地の一番奥には美少女たちを集めた一種のハーレムとなっている『大奥』が存在する。だが、『大奥』にはもうひとつの隠れた役目があった。大阪城城下町で無気力な日々を過ごす豊臣将軍家のひとり息子・秀影は、とある任務で『大奥』に潜入することとなる。そこで目にしたものとは、少女達がガラスケースの中で見世物として戦う『大奥女学院』であり、血だらけで戦う初恋の少女さくらだった。

## 登場人物
豊臣 秀影（とよとみ ひでかげ）
本作の主人公。豊臣将軍家のひとり息子。目立たないように生きている。
さくら / 百手姫（むかでひめ）
本作のメインヒロイン。「大奥」序列三十位。大奥女学院に在籍し、銀狼長屋で暮らしている。過去にあることがあって大奥にいる。
秀影の初恋の相手。
銀狼（ぎんろう）
本作のヒロイン。「大奥」序列六位。さくらの大恩人だが、小柄の容姿からマスコットのような扱いである。
水蛇（みずち）
本作のヒロイン。「大奥」序列二千位前後。薬師なので、さくらの面倒みている。
豊臣 黒姫（とよとみ くろひめ） / 腐死蝶（ういるす）
本作のヒロイン。秀影を慕う、腹違いの妹。大奥に預けられているため序列争いにも参加している。

## 用語
大奥
各大名の姫が殺し合いの戦いをし、その戦いや日常をガラスごしにパトロンや賭けごととして参加する有力者や金持ちたちに観賞される場所。全国から3000人もの姫達が集められている。
銀狼長屋
大奥女学院の生徒はそれぞれ「家臣団（レギオン）」に所属している。銀狼長屋は銀狼がつくったレギオンのこと。

## 既刊一覧

### 小説
- 日日日（著）・みやま零（イラスト）、角川書店〈角川スニーカー文庫〉、全7巻
  - 『大奥のサクラ 現代大奥女学院まるいちっ!』（2011年9月1日発売[1]）、ISBN 978-4-04-481018-4
  - 『大奥のサクラ 現代大奥女学院まるにっ!』（2012年1月1日発売[2]）、ISBN 978-4-04-481019-1
  - 『大奥のサクラ 現代大奥女学院まるさんっ!』（2012年6月1日発売[3]）、ISBN 978-4-04-100308-4
  - 『大奥のサクラ 現代大奥女学院まるよんっ!』（2012年11月1日発売[4]）、ISBN 978-4-04-100544-6
  - 『大奥のサクラ 現代大奥女学院まるごっ!』（2013年7月1日発売[5]）、ISBN 978-4-04-100805-8
  - 『大奥のサクラ 現代大奥女学院まるろくっ!』(2013年12月1日発売[6]）、ISBN 978-4-04-101113-3
  - 『大奥のサクラ 現代大奥女学院ほんまるっ!』(2014年6月1日発売[7]）、ISBN 978-4-04-101525-4

#### アンソロジー収録短編
- 地獄の片思い『S WHITE スニーカー文庫25周年記念アンソロジー』2013年8月31日発売[8]、ISBN 978-4-04-100864-5

### 漫画
- 日日日（著）・みやま零（キャラクター原案）・矢上裕（構成）・佐倉はなつみ（作画）・倉本雅弘（作画） 『大奥のサクラ 現代大奥女学院』 KADOKAWA〈ファミ通クリアコミックス〉、全2巻
  1. 2013年11月15日発売[9]、ISBN 978-4-04-729280-2
  2. 2014年8月11日発売[10]、ISBN 978-4-04-729855-2